# 愛好
愛好（あいこう）は、愛でて好むことである。反義語で、憎み嫌うことは嫌悪（けんお）や厭悪（えんお）という。
通例では趣味や嗜好品の範囲内で用いられるが、「平和愛好」のように、主義としてその物事を支持し、深くこだわることにも使う。似た言葉に、愛蔵（あいぞう）や愛玩（あいがん）、愛用（あいよう）といった語がある。愛玩は身近において慰みにするという意味があり、動物や工芸品に用いられる。愛用は「愛車」「愛機」のようにそれがよく好んで使用しているという意味を持ち、愛蔵もそうだが、所有しているといったニュアンスを持つ。愛好は意味が日常生活から隔離しているうえに、上品な響きから会話文では敬語で用いられることが多い。また、元来は「好み」の漢語的な表現であったが、名詞は複合語としか使われず、サ行複合動詞として使われることが多いため、現在では置き換えることができない。

## 愛好と精神
人や組織における愛同様、物における愛も自分が大切だと思う物に対して持つ物である。ここでは前者を愛、後者を愛好として違いをみる。愛好することは、愛することに比べ一方的であり、なおかつ自己の快楽のために大切だ、すなわち、自分の欲求や嗜好を満足させる対象であるという場合が多い。なお、これらの欲求は後天的に身につくものであり、社会や文化の影響が大きく、より良いものを求める傾向がみられる。また人は日常生活において関わりを持つ事物に対し、「好き」および「嫌い」の感情を持ち、好きな事物に対しては自分で所有しようとしたり、接近したりする。これらの感情を持つ要因としては、
1. 空間的に身近にある
2. 頻繁に接触する機会がある
3. ある点が類似している
4. 欲求を補うことができる

といったものがある。欲望も参照。

## 愛好と日本語
日本語において、「愛」のつく語の多くは「愛用されている、愛好されている」といった意味を持つ。こういった語に以下のような語がある。これらの語は皆、「愛」+「愛好される対象となる物や動作」の形である。
| 行為 | 愛飲 | 愛煙 | 愛吟 | 愛唱 | 愛聴 | 愛誦 | 愛読 |
| 物   | 愛機 | 愛器 | 愛車 | 愛書 |      |      |      |
| 動物 | 愛鳥 | 愛犬 | 愛馬 | 愛猫 | 愛妻 |      |      |

心の赴くままに行動することに満足感を覚え、その行為に従うことに熱中すること。古くは数奇者とも呼ばれ、対象を前提とする「嫌い」とは対応しない。また、「物好き」の「好き」もここから出た語である。
- 事物や人に対する好き

主体が対象に心惹かれ、良い感じを抱くこと。人、物、事柄、場所、時間、行為と対象になる物は色々ある。主体をA、対象をBとおいたときに「Aの好きなB」か「AはBが好きだ」といった形式で用いるが、形式名詞や概念、意味領域の広い語は前者しか使用できない。

## 参考資料
- 広辞苑　第五版　岩波書店　ISBN 4000801112
- 新世紀ビジュアル大辞典　初版　学習研究社　ISBN 4055001150
- 日本国語大辞典　第二版　小学館　 ISBN 409521001X
- 類義語使い分け辞典 研究社　ISBN 4327461350
- 日本大百科全書　小学館 ISBN 4095261129
- 基礎日本語辞典　角川書店　ISBN 4040221001